# Kawinda Toi
Kawinda Toi is een bestuurslaag in het regentschap Bima van de provincie West-Nusa Tenggara, Indonesië. Kawinda Toi telt 1058 inwoners (volkstelling 2010).